# Ancasmayo
Ancasmayo è il nome storico dato dagli Inca ad un fiume che segnava il confine settentrionale del loro impero.
La sua individuazione attuale è controversa in quanto esistono due diverse collocazioni possibili, una nell'attuale Colombia e l'altra tra la frontiera di questo stato e quella dell'Ecuador.
 
Il fiume colombiano sarebbe il río Mayo, al sud della città di San Juan de Pasto. L'altro possibile Ancasmayo degli Inca sarebbe invece il río Guaitara o Carchi alla frontiera tra Colombia e Ecuador.